# Quadricoma parva
Quadricoma parva är en rundmaskart som beskrevs av Timm 1970. Quadricoma parva ingår i släktet Quadricoma och familjen Desmoscolecidae. Inga underarter finns listade i Catalogue of Life.